# E.E. Cummings
Edward Estlin Cummings (kendt som E.E. Cummings; født 14. oktober 1894, død 3. september 1962) var en amerikansk digter, maler, essayist, forfatter og dramatiker. Hans arbejde omfatter cirka 2.900 digte, en selvbiografisk roman, fire skuespil og en række essays, samt talrige tegninger og malerier.